# Шахта імені Колачевського
Шахта ім. Колачевського належить ПАТ «Центральний гірничо-збагачувальний комбінат». Єдина шахта в Криворізькому басейні, на якій видобувають бідні магнетитові кварцити, які направляються на збагачення на Центральний гірничо-збагачувальний комбінат.
Проектна потужність шахти 2000 тис. тонн. Очисні роботи ведуться на горизонті 447 м. В 1997 році на шахті видобуто 1363 тис. тонн магнетитових кварцитів з вмістом заліза магнетитового 24,5 %. Розробляється одне велике рудне тіло, що дає можливість мати відносно низьку собівартість видобутку.
01 вересня 2022 року на підставі Рішення Наглядової Ради ПРАТ «ЦГЗК» структурний підрозділ «Шахта ім. Орджонікідзе» перейменовано на «Шахта ім. Колачевського».

## Аварії
13 червня 2010 року на шахті імені Орджонікідзе відбувся обвал площею близько 16 га та глибиною від 10 до 80 м. Обвал ґрунту на території промислового майданчика стався під час виконання планових підривних робіт на шахті на горизонті 447 м. В результаті обвалу поверхні на території шахти в провалі опинились 4 автомобілі, один водій загинув; частково пошкоджено будівлі шахти, дорога від шахти і порушено газопостачання до села Горького.